# Jeff Hartwig
Jeff Hartwig (ur. 25 września 1967) – amerykański lekkoatleta, specjalizujący się w skoku o tyczce.

## Najważniejsze osiągnięcia
| Rok  | Rodzaj zawodów            | Miasto       | Miejsce | Wynik |
| ---- | ------------------------- | ------------ | ------- | ----- |
| 1998 | Igrzyska Dobrej Woli      | Uniondale    | 1.      | 6,01  |
| 1998 | Puchar Świata             | Johannesburg | 3.      | 5,70  |
| 1999 | Halowe Mistrzostwa Świata | Maebashi     | 2.      | 5,95  |
| 1999 | Finał Grand Prix IAAF     | Monachium    | 2.      | 5,80  |
| 2002 | Finał Grand Prix IAAF     | Paryż        | 1.      | 5,75  |
| 2002 | Puchar Świata             | Madryt       | 2.      | 5,70  |

Rezultaty Hartwiga otwierały listy światowe w 1998, 2000 oraz 2002 (w tym ostatnim przypadku ex aequo z Niemcem Timem Lobingerem).

## Rekordy życiowe
- Skok o tyczce - 6.03 (2000) 10. wynik w historii światowej lekkoatletyki
- Skok o tyczce (hala) - 6.02 (2002) były rekord Ameryki Północnej, 7. wynik w historii światowej lekkoatletyki